# Greifswalder SC
Greifswalder SC was een Duitse voetbalclub uit de Voor-Pommerse stad Greifswald is. De club bestond van 1926 tot 2003, toen de club failliet ging. De opvolger van de club is Greifswalder SV 04, dat later fuseerde tot het huidige Greifswalder FC.

## Geschiedenis

### Oprichting tot aan WOII
Het voetbal kwam in 1911 naar Greifswald toen de plaatselijke turnclub met een voetbalafdeling begon. De sport werd meteen populair en al snel kwam het idee om een nieuwe voetbalclub op te richten, Greif Greifswald von 1912. Het was de ploeg van de turnclub die echter de eerste successen behaalde door een toernooi in Leipzig te winnen. Door de Eerste Wereldoorlog werd echter een halt geroepen aan de sportieve ontwikkeling. In 1923 moesten in heel Duitsland de turn- en voetbalafdelingen van elkaar gescheiden worden. De voetbalafdeling werd zelfstandig onder de naam VfB Greifswald.
Op 3 januari 1926 fusioneerde VfB met SV Greif om zo Greifswalder SC te vormen. De club had zware concurrentie van SC Preußen Greifswald, maar reeds in 1927 promoveerde de club naar de Vorpommernliga, de hoogste klasse en een onderdeel van de Baltische voetbalbond. Een eerste succes volgde in 1929 toen de club de beker van Voor-Pommeren won tegen Concordia Stralsund. In 1933 werd de club kampioen van Voor-Pommeren en plaatste zich zo voor de Pommerse eindronde. GSC was de eerste club die erin slaagde om in de eindronde een club uit Stettin te verslaan. In de finaleronde met nog drie clubs uit Stettin eindigde de club op een gedeelde eerste plaats samen met Stettiner SC. In de beslissende wedstrijd voor een ticket naar de Brandenburgse eindronde verloor de club nipts met 2-1.
Na dit seizoen werd de Gauliga Pommern ingevoerd als hoogste klasse en de regionale competities verdwenen. Door het goede resultaat plaatste de club zich hiervoor. De Gauliga was opgedeeld in twee reeksen van zeven clubs. In een groep met vijf clubs uit Stettin werd de club zesde. In 1935/36 werd de club tweede achter Stettiner SC. In 1937 werden de twee reeksen samen gevoegd tot één reeks van tien clubs en in 1939 degradeerde de club uit de hoogste klasse.

### 1990-2003
Na het einde van de Tweede Wereldoorlog werden alle Duitse voetbalclubs ontbonden. Een groot gedeelte van de voormalige tegenstanders speelden op grondgebied dat nu Pools werd en deze clubs verdwenen voorgoed. Ook Greifswalder SC leek voor eeuwig geschiedenis, maar na de Duitse hereniging werd op 21 juni 1990 het historische Greifswalder SC heropgericht. Deze club verving BSG KKW Greifswald dat actief was ten tijde van de DDR. In 2002 ging de club failliet, waardoor ze uit de Verbandsliga Mecklenburg-Vorpommern degradeerden. Op 30 juni 2003 werd de club officieel opgeheven. De voetballers sloten zich aan bij ESV Empor Greifswald. Na de helft van het seizoen fusioneerde deze club met Greifswalder SV 98 en SSV Grün-Schwarz Greifswald en werd zo Greifswalder SV 04 dat het seizoen afmaakte in de Verbandsliga.

## Erelijst
Kampioen Voor-Pommeren
1933

## Bekende (oud)spelers
Toni Kroos